# Uherské Hradiště (distrikt)
Uherské Hradiště (tjeckiska: okres Uherské Hradiště) är ett distrikt i Tjeckien. Det ligger i regionen Zlín, i den östra delen av landet, 260 km sydost om huvudstaden Prag. Antalet invånare är 143 830. Arean är 991 kvadratkilometer. Distriktet Uherské Hradiště gränsar till Hodonín, Zlín och Kroměříž. 
Terrängen i distriktet Uherské Hradiště är huvudsakligen kuperad, men den allra närmaste omgivningen är platt.
Distriktet Uherské Hradiště delas in i:
- Vlčnov
- Kunovice
- Staré Hutě
- Boršice u Blatnice
- Zlámanec
- Částkov
- Ostrožská Nová Ves
- Šumice
- Žitková
- Uherské Hradiště
- Bystřice pod Lopeníkem
- Ořechov
- Rudice
- Uherský Brod
- Horní Němčí
- Bílovice
- Bojkovice
- Boršice
- Vápenice
- Traplice
- Buchlovice
- Velehrad
- Staré Město
- Březová
- Hluk
- Bánov
- Břestek
- Březolupy
- Kněžpole
- Huštěnovice
- Kudlovice
- Hostětín
- Ostrožská Lhota
- Hradčovice
- Dolní Němčí
- Korytná
- Uherský Ostroh
- Nedachlebice
- Drslavice
- Tučapy
- Prakšice
- Mistřice
- Strání
- Lopeník
- Pašovice
- Vážany
- Suchá Loz
- Komňa
- Veletiny
- Slavkov
- Svárov
- Podolí
- Popovice
- Sušice
- Vyškovec
- Salaš
- Stříbrnice
- Modrá
- Stupava
- Starý Hrozenkov
- Tupesy
- Osvětimany
- Pitín
- Medlovice
- Nivnice
- Zlechov
- Hostějov
- Jalubí
- Újezdec
- Topolná
- Kostelany nad Moravou
- Jankovice
- Záhorovice
- Košíky
- Nedakonice
- Polešovice
- Nezdenice

Följande samhällen finns i distriktet Uherské Hradiště:
- Uherské Hradiště
- Uherský Brod
- Staré Město
- Kunovice
- Bojkovice
- Uherský Ostroh
- Hluk
- Strání
- Ostrožská Nová Ves
- Nivnice
- Vlčnov
- Dolní Němčí
- Buchlovice
- Boršice
- Bánov
- Polešovice
- Šumice
- Babice
- Jalubí
- Bílovice
- Ostrožská Lhota
- Zlechov
- Březolupy
- Topolná
- Nedakonice
- Velehrad
- Mistřice
- Traplice
- Tupesy
- Březová
- Popovice
- Kněžpole
- Suchá Loz
- Záhorovice
- Hradčovice
- Huštěnovice
- Korytná
- Prakšice
- Pitín
- Starý Hrozenkov
- Kostelany nad Moravou
- Kudlovice
- Osvětimany
- Horní Němčí
- Bystřice pod Lopeníkem
- Nedachlebice
- Nezdenice
- Pašovice
- Břestek
- Slavkov
- Ořechov
- Modrá
- Veletiny
- Komňa
- Sušice
- Drslavice
- Rudice
- Medlovice
- Jankovice
- Stříbrnice
- Košíky
- Vážany
- Částkov
- Salaš
- Svárov
- Hostětín
- Tučapy
- Újezdec
- Lopeník
- Vápenice
- Vyškovec
- Staré Hutě
- Stupava